# Richard von Funck
Ludwig Richard Johannes von Funck, seit 1892 Freiherr von Funck (* 8. Januar 1841 in Herzberg (Elster); † 9. August 1906 in Eisenach) war ein preußischer General der Infanterie und Generalinspekteur des Militär-Erziehungs- und Bildungswesens.

## Leben

### Herkunft
Richard war ein Sohn des preußischen Oberregierungsrates Ludwig Friedrich von Funck († 1878) und dessen Ehefrau Marie, geborene Penner.

### Militärkarriere
Funck besuchte das Gymnasium in Torgau sowie die Ruprecht-Karls-Universität Heidelberg. 1859 wurde er im Corps Guestphalia Heidelberg recipiert. Am 1. Oktober 1859 trat er als Einjährig-Freiwilliger in das 20. Infanterie-Regiment der Preußischen Armee ein. Unter Beförderung zum Sekondeleutnant erfolgte Mitte Dezember 1860 seine Versetzung in das 7. Brandenburgische Infanterie-Regiment Nr. 60 nach Wriezen. Mit diesem Verband nahm Funck 1864 während des Krieges gegen Dänemark an den Kämpfen bei Windeby, Missunde, der Erstürmung der Düppeler Schanzen sowie dem Übergang nach Alsen teil. Nach Kriegsende absolvierte er zur weiteren Ausbildung ab Oktober 1865 die Kriegsakademie. Dieses Kommando musste er aufgrund des Krieges gegen Österreich 1866 unterbrechen. Nach seiner Teilnahme an der Schlacht bei Königgrätz und dem Friedensschluss setzte Funck seine Studien an der Kriegsakademie bis Ende Juli 1868 fort. Zwischenzeitlich zum Premierleutnant aufgestiegen, wurde er anschließend zum Hessischen Feldartillerie-Regiment Nr. 11 und dann zur Dienstleistung beim Großen Generalstab kommandiert.
Für die Dauer des mobilen Verhältnisses anlässlich des Krieges gegen Frankreich erfolgte 1870/71 seine Kommandierung als Generalstabsoffizier beim Generalgouvernement im Bezirk des I., II., IX. und X. Armee-Korps. Vom 24. Januar bis zum 15. April 1871 war Funck dem Generalstab des Großen Hauptquartiers zugeteilt. Anschließend wurde er zur Dienstleistung in der 1. Abteilung für Armee-Angelegenheiten A beim Kriegsministerium kommandiert und Mitte Juli 1871 unter Belassung in diesem Kommando und Stellung à la suite seines Regiments zum Hauptmann befördert. Im Mai und Juni 1876 war Funck kurzzeitig als Kompanieführer zum 1. Westpreußischen Grenadier-Regiment Nr. 6 kommandiert, avancierte Mitte Dezember 1876 zum Major im Kriegsministerium und erhielt im Mai 1880 das Ritterkreuz des Königlichen Hausordens von Hohenzollern. Nach einer Verwendung als Bataillonskommandeur im 1. Magdeburgischen Infanterie-Regiment Nr. 26 beauftragte man ihn am 17. Oktober 1883 unter Versetzung in das Kriegsministerium mit der Wahrnehmung der Geschäfte als Chef der Abteilung für Bekleidungsangelegenheiten. In dieser Eigenschaft wurde er Mitte Dezember 1884 zum Oberstleutnant befördert und am 23. September 1884 zum Abteilungschef ernannt. Kurz darauf trat Funck Anfang Oktober 1884 bis auf weiteres zur Zentralabteilung über und wurde Mitte Februar 1885 zum Chef dieser Abteilung ernannt. Als Oberst war Funck vom 22. Mai 1889 bis zum 16. April 1890 Kommandeur des 5. Pommerschen Infanterie-Regiments Nr. 42 in Stralsund. Unter Beförderung zum Generalmajor erhielt er anschließend das Kommando über die in Karlsruhe stationierte 55. Infanterie-Brigade. Am 24. Januar 1891 kommandierte man Funck zur Vertretung des Direktors des Militär-Ökonomie-Departements und versetzte ihn am 9. Februar 1891 unter Belassung in diesem Kommando zu den Offizieren von der Armee.
Mit der Versetzung in das Kriegsministerium wurde Funck am 7. März 1891 zum Direktor des Departements ernannt. Zugleich war er ab dem 15. März 1891 auch als stellvertretender Bevollmächtigter im Bundesrat tätig und wirkte in den folgenden Jahren zudem mehrfach als Schiedsrichter während der Kaisermanöver. Er avancierte Mitte Juni 1893 zum Generalleutnant und wurde am 17. März 1894 als Kommandeur der 14. Division nach Düsseldorf versetzt. Am 27. Januar 1898 wurde Funck mit der Beförderung zum General der Infanterie zum Generalinspekteur des Militär-Erziehungs- und Bildungswesens ernannt. In Würdigung seiner Verdienste erhielt er das Großkreuz des Roten Adlerordens mit Eichenlaub, das Großkreuz des Ordens der Württembergischen Krone sowie den Kronenorden I. Klasse. In Genehmigung seines Abschiedsgesuches wurde er am 11. September 1903 unter Stellung à la suite des Infanterie-Regiments „Prinz Moritz von Anhalt-Dessau“ (5. Pommersches) Nr. 42 mit der gesetzlichen Pension zur Disposition gestellt.
Funck gehörte vom 23. Februar 1898 bis zu seinem Ableben als Vorsitzender der Militärischen Gesellschaft an.
Aus Anlass seines Todes verfügte Kaiser Wilhelm II., dass die Offiziere des Infanterie-Regiments „Prinz Moritz von Anhalt-Dessau“ (5. Pommersches) Nr. 42 für drei Tage Trauer anzulegen hatten. Außerdem wurden eine Abordnung des Regiments, bestehend aus Kommandeur, einem Major, einem Hauptmann sowie einem Leutnant zur Teilnahme an der Beisetzung befohlen.

### Familie
Funck hatte sich am 26. März 1881 in Gotha mit Martha von Holtzendorff (1855–1884) verheiratet. Sie war eine Schwester des späteren Großadmirals Henning von Holtzendorff. Aus der Ehe ging der spätere Oberregierungsrat Jürgen von Funck (1882–1963) hervor. Nach dem frühen Tod seiner ersten Frau heiratete Funck am 11. Juni 1892 in Karlsruhe Emy von Schlichting (* 1864). Diese Ehe blieb kinderlos.